# نادي ستنهاوسموير
نادي ستنهاوسموير هو نادي كرة قدم بريطاني أٌسس عام 1884. يلعب النادي في دوري كرة القدم الاسكتلندي الدرجة الثانية ‏.